# Clerotilia unicolor
Clerotilia unicolor es un coleóptero de la familia Chrysomelidae.
Fue descrita científicamente en 1988 por Samoderzhenkov.